# Amt Schaumburg
Das Amt Schaumburg war ein Amt der Grafschaft Schaumburg mit Sitz auf Burg Schaumburg.

## Geschichte
Im Jahre 1640 wurde die Grafschaft Schaumburg unter dem Haus Braunschweig-Lüneburg, den Landgrafen von Hessen-Kassel und den Grafen zur Lippe aufgeteilt. Der hessische Teil wurde unter der Bezeichnung Grafschaft Schaumburg in Personalunion mit der Landgrafschaft Hessen-Kassel geführt. Hessen-Kassel organisierte die Verwaltung auf unterer Ebene in Ämter, darunter das Amt Schaumburg.
1806 ging Hessen-Kassel als Staat unter und das Königreich Westphalen wurde eingerichtet. Hier wurden die historischen Ämter, darunter das Amt Schaumburg, aufgehoben. Neu geschaffen wurde der Distrikt Rinteln und darunter der Kanton Rinteln, der aber nicht mit den bisherigen Amt identisch war. 1810 kam der Kanton Rinteln zum Departement der Leine.
Nach der Völkerschlacht bei Leipzig ging das Königreich Westphalen unter und das Kurfürstentum Hessen entstand neu. Hier wurde das Amt Schaumburg in der alten Form wieder hergestellt.
Am 10. Januar 1817 wurde die Vogtei Hattendorf vom Amt Schaumburg getrennt und mit der Stadt Obernkirchen zum Amt Obernkirchen vereinigt.
Am 1. Januar 1822 wurde in Kurhessen die Trennung der Rechtsprechung von der Verwaltung eingeführt. Als Gerichte erster Instanz wurde das Justizamt Rinteln eingerichtet. Die Verwaltungsaufgaben gingen an den Kreis Schaumburg in der Provinz Niederhessen.

## Umfang und Gliederung
Das Amt Schaumburg bestand aus der Vogtei Hattendorf, der Weser Vogtei, der Vogtei Exten und dem Klostergericht Möllenbeck
- Vogtei Hattendorf bestehend aus den Dörfern Altenhagen, Antendorf, Becke, Bernsen, Borstel, Cathrinhagen, Escher, Hattendorf, Klein Holtensen, Kreyenhagen, Langenfeld, Liekwegen, Poggenhagen, Pohle (anteilig; der Rest zum Amt Rodenberg), Raden, Rannenberg, Rehren, Rolfshagen, Röhrkasten, Schernbeck, Schoholtensen, Westerwald, Wiersen und den Höfen Bodenengern, Kattenbruch, Nienfeld, Oelbergen, Südhagen und Wormsthal
- Weser Vogtei umfasst die Dörfer Ahe, Deckbergen, Engern, Großenwieden, Kleinenwieden, Kohlenstädt, Ostendorf, Rohden, Rosenthal, Segelhorst, Todenmann, Welsede und Westendorf
- Vogtei Exten umfasst die Dörfer Exten, Friedrichshöhe, Friedrichswald, Hohenrode, Krankenhagen, Sarbsa, Strücken, Uchtdorf, Volksen, Wennenkamp und Weseberg
- Klostergericht Möllenbeck umfasste Möllenbeck und Hessendorf

## Beamte
In der Burg Schaumburg hatte ein hessen-kasselischer Drost seinen Sitz. Zeitweise werden auch Landdroste und Oberamtmänner genannt, die die Kompetenzen über das Amt hinaus ausübten. Für das Amt war ein Amtmann als oberster Beamter verantwortlich. Als Finanzbeamter hatte ein Amtsschultheiß (ab 1884 Rentmeister) seinen Sitz im Amt. In den Vogteien waren jeweils Vögte eingesetzt. Daneben wurden Amtsaktuare (Schreiber) und Amtsdiener beschäftigt.

### Landdrost / Oberamtmann
- Georg Friedrich von der Born (1665?–1672) (Landdrost)
- Dietrich von Hanstein (1690–1703) (Oberamtmann)
- Friedrich von Danckelmann (1723–1729) (auch für Uchte, Freudenberg und Auburg)
- Johann Jakob von Brand (1746)–(1752)

### Droste
- Johann Dietrich von der Brinck (1647–1651)
- Adolf Mey (1651–1662)
- Georg Friedrich von der Born (1665–1686)
- Artur von der Brinck (1714–1736)

### Amtmänner
- Johann Heinrich Vietor (1647–1651)
- Reinhard Klein (1653–1689)
- Ludwig Reinhard Klein (1695–1715)
- Johann Jakob Brand (1716–1737)
- Heinrich Philipp Pasor (1739–1767)
- Johann Georg Pasor (1768–1800)

### Vögte Vogtei Hattendorf
- Heinrich Steiner (1643)
- David Brauns (1669–1678)
- Heinrich Ricken (1677) (Bewerbung)
- Johann Hermann Sobbe (1678–1701) (gleichzeitig Amtsschultheiß in Schaumburg)
- Balthasar Heinrich Lyra (1701–1704)
- Johann Hermann Sobbe (1704–1713) (gleichzeitig Amtsschultheiß)
- Georg Julius Clodius (1716–1724)
- Johann Dietrich Kannengiesser (1725–1726) (gleichzeitig Rentmeister in Schaumburg)
- Johann Adolf Allers (1743–1760) (zugleich Rentmeister)
- J.A.F. Bordemann (–1764) (zugleich Rentmeister)
- Johann Adolph Allers (1765–1771) (zugleich Rentmeister)
- Georg von Füllgraff (1772–1792) (zugleich Rentmeister)
- Bauer (1794–1800) (zugleich Rentmeister)

### Vögte Weservogtei
- Johann Hermann Sobbe (1673–1678) m(1709?) (auch Amtsschultheiß in Schaumburg)
- Johann Daniel Böttiger (1709–1713) (auch Amtsschreiber in Schaumburg)
- Johann Dietrich Kannengießer (1718–1724) (zugleich Rentmeister)
- Ernst Christian Bornemann (1724–1736) (Prädikat: Obervogt)
- Bornemann (1737–1748)
- Johann Georg Pasor (1760–1764)
- Johann Adolph Allers (1760–1771) (zugleich Rentmeister)
- Georg von Füllgraff (1772–1792) (zugleich Rentmeister)
- Carl Friedrich Bauer (1794–1800) (zugleich Rentmeister)

### Vögte, zugleich Zollverwalter Vogtei Hattendorf
- Reiniger Altmann (1645)
- Simon Heinrich Sobbe (1647–1682)
- David Ernst Sobbe (1685–1692)
- Christoph Eggerding (1692–1698)
- Ludwig Dietrich Hahn (1721–1745)
- Constantin Conrad Faust (1745–1751)
- Georg Ludwig Deichmann (1751–1773)
- Johann Conrad Pöhler (1775–1796)
- Nikolaus Baum (1797–1800)